# Чуковец (Лудбрег)
Чуковец је насељено место у саставу Града Лудбрега, до нове територијалне организације у саставу бивше општине Лудбрег, у Вараждинској жупанији, Хрватска.

## Становништво
На попису становништва 2011. године, Чуковец је имао 322 становника.

### Број становника по пописима
| Националност   | 2001. | 1991. | 1981. | 1971. | 1961. | 1953. | 1948. | 1931. | 1921. | 1910. | 1900. | 1890. | 1880. | 1869. | 1857. |
| бр. становника | 340   | 319   | 368   | 354   | 377   | 385   | 374   | 471   | 449   | 460   | 437   | 413   | 314   | 345   | 274   |

- напомене:

У 1991. повећано припајањем насеља Торчец Лудбрешки које је престало да постоји. За то бивше насеље садржи податке од 1857. до 1971.

### Национални састав
| Националност       | 1991.        | 1981.        | 1971.        | 1961.        |
| Хрвати             | 230 (72,10%) | 176 (69,01%) | 177 (70,80%) | 182 (71,09%) |
| Срби               | 59 (18,49%)  | 20 (7,84%)   | 69 (27,60%)  | 74 (28,90%)  |
| Југословени        | 25 (7,83%)   | 57 (22,35%)  | 0            | 0            |
| остали и непознато | 5 (1,56%)    | 2 (0,78%)    | 4 (1,60%)    | 0            |
| Укупно             | 319          | 255          | 250          | 256          |

У табели национални састав за пописне године 1981, 1971. и 1961. нису обухваћени подаци за бивше насеље Торчец Лудбрешки. За те пописне године погледати под Торчец Лудбрешки.

## Попис1991.
На попису становништва 1991. године, насељено место Чуковец је имало 319 становника, следећег националног састава:
| Попис 1991.‍  | Попис 1991.‍  | Попис 1991.‍ | Попис 1991.‍ | Попис 1991.‍ |
| ------------ | ------------ | ----------- | ----------- | ----------- |
|              |              |             |             |             |
| Хрвати       | Хрвати       |             | 230         | 72,10%      |
| Срби         | Срби         |             | 59          | 18,49%      |
| Југословени  | Југословени  |             | 25          | 7,83%       |
| Словенци     | Словенци     |             | 1           | 0,31%       |
| неопредељени | неопредељени |             | 4           | 1,25%       |
| укупно: 319  |              |             |             |             |

## Карактеристике
Села Болфан, Сеговина и Чуковец су најсеверозападнија насеља са аутохтоним српским становништвом.

## Црква
У селу Чуковец (или у православним црквеним књигама Ћуковац) се налази филијални храм „Св. Оца Николаја“ , парохије у Болфану, саграђен 1756. године. Парохија је имала парохијски дом који је дотрајао, а сада је у близини црквене земље на улазу у Болфан високи камени крст у православном стилу. Црква је поправљена из средстава црквене општине.